# Mohammad Jafar Salmassi
Mohammad Jafar Salmassi   (Bagdad, 22 de setembre de 1918 - Teheran, 31 de gener de 2000) fou un aixecador iranià, primer medallista olímpic per l'Iran, que va competir durant les dècades de 1940 i 1950. Abans de centrar-se en l'aixecament de peses fou professor d'una escola iraniana a Bagdad.
El 1948 va prendre part en els Jocs Olímpics de Londres, on guanyà la medalla de bronze en la categoria del pes ploma del programa d'halterofília.
En el seu palmarès també destaca una medalla d'or als Jocs Asiàtics de 1951 i cinc campionats nacionals, entre 1944 i 1948. Posteriorment es va dedicar a entrenar als aixecadors iraquians i reprengué la seva tasca de professors. En accedir Saddam Hussein abandonà l'Iraq i es traslladà a l'Iran.